# 西岩部屋

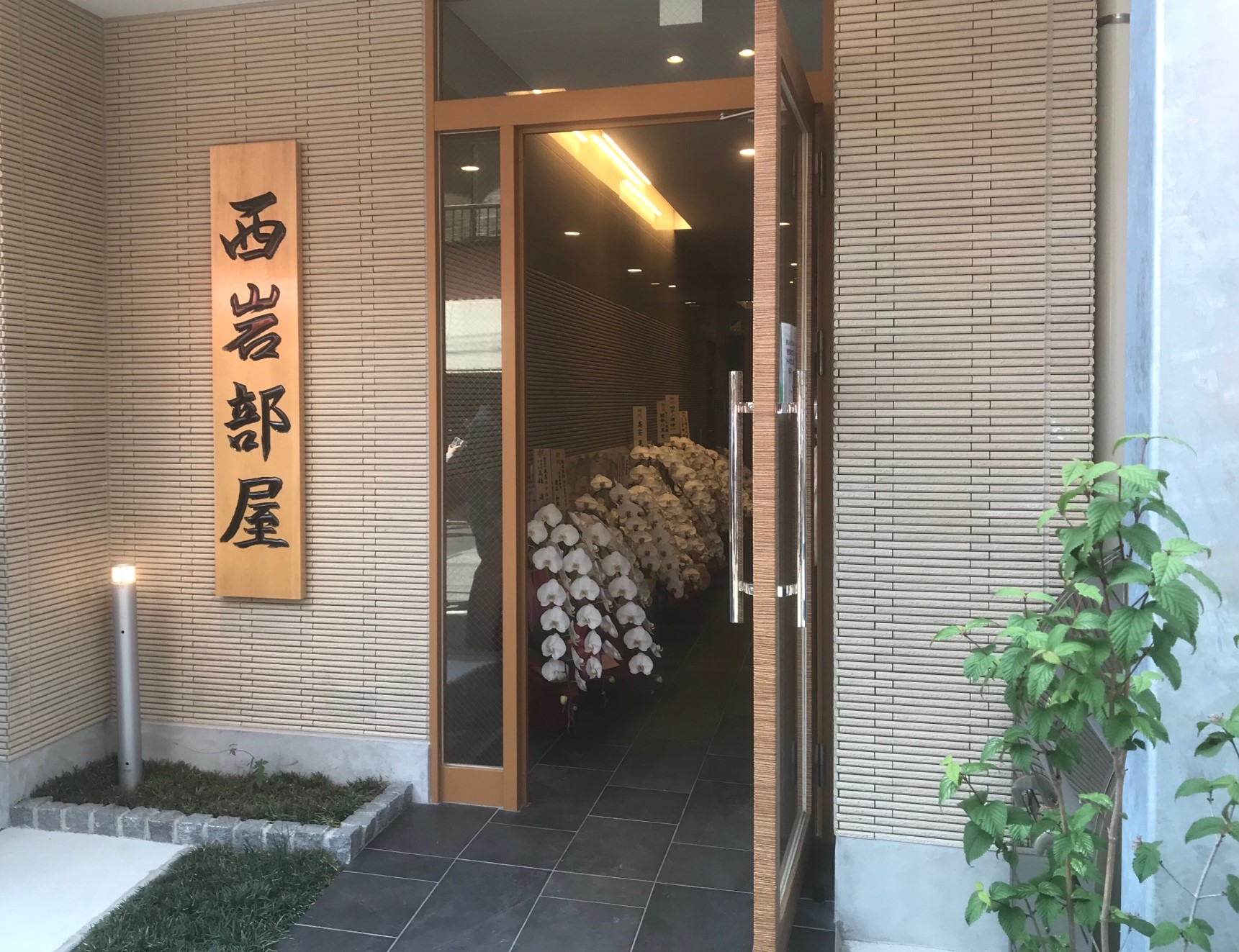
西岩部屋

西岩部屋（にしいわべや）は、日本相撲協会の相撲部屋である。二所ノ関一門に所属している。

## 沿革
2015年（平成27年）7月場所限りで現役を引退した元関脇・若の里は、年寄・12代西岩を襲名して田子ノ浦部屋で後進の指導に当たっていたが、2018年（平成30年）2月1日付で内弟子2人を連れて田子ノ浦部屋から独立した。大阪宿舎の看板は住吉大社の高井道弘宮司が、部屋の看板は12代西岩本人がそれぞれ揮毫している。
2019年3月までは所属力士個人のSNSアカウントについては本人に管理を任せていたが、ネット利用の影響についてさまざまな角度から部屋で見直した結果、同年5月からは力士のSNS利用は閲覧のみとしている。番付とともに判断力を養い、投稿は原則として関取になってから認めることとなった。力士たちの生活については、場所ごとに発行している部屋の新聞や公式サイト・ブログで伝えている。しかしそれから間もない2019年11月の阿炎による不適切な投稿が原因となり、翌年2月から日本相撲協会により現役力士のSNSへの投稿そのものが無期限で禁止されている。そして、部屋の公式ブログ・SNSも、誹謗中傷の増加を理由に2024年10月14日を以って終了した。
誹謗中傷を受けた幹希の里（最高位・三段目）は10月23日に西岩部屋の公式サイトを通じ、3ヶ月に渡って誹謗中傷を行っていた犯人が実母・祖母だと知って実家と分籍を行ったと公表した。しかし今度は父が誹謗中傷を開始したと語っている。
2021年4月には閉鎖された峰崎部屋から行司、呼出、床山の計4人を引き取った。
現在の大相撲では主流となっているアマチュア相撲出身者や外国出身者に頼らず、自身と同じ中卒叩き上げ力士を主に育成する方針を採用している。なお2024年時点で幕下昇進力士は出ていない。

## 所在地
- 東京都台東区寿4-4-9
  - 東京メトロ銀座線田原町駅徒歩5分[9]
  - 都営大江戸線 蔵前駅徒歩5分

## 師匠
- 12代：西岩忍（にしいわ しのぶ、関脇・若の里、青森）

## 旧・西岩部屋
年寄名跡「西岩」は元は大坂相撲の名跡であり、かつての名称は「西岩友」であった。東西合併時に廃家となったが昭和18年（1943年）に復活した年寄名跡である。
昭和22年（1947年）6月限りで現役を引退した若枩部屋の元幕内鯱ノ里一郎が襲名。引退後部屋付きの親方であったが、昭和29年（1954年）1月養父であり師匠の若枩親方より弟子を引き継ぎ若枩部屋を西岩部屋に名称変更する形で継承した。しかし、2年後の昭和31年（1956年）2月に先代が死去したため年寄名跡若松を襲名し名跡変更。部屋名も若松部屋に改称。2002年に現・高砂部屋となるまで存続した。